# Prowincja Louang Namtha
Louang Namtha (laot. ຫລວງນໍ້າທາ) – prowincja Laosu, znajdująca się w północnej części kraju. Graniczy z Mjanmą i Chinami. W latach 1966–1976 prowincja nosiła nazwę Houakhong.

## Podział administracyjny
Prowincja Louang Namtha dzieli się na pięć dystryktów:
1. Long
2. Nalae
3. Namtha
4. Sing
5. Viengphoukha.

## Geografia
Prowincja graniczy z dwoma prowincjami – Bokéo i Oudômxai oraz z państwami Mjanmą i Chinami (prowincją Junnan). Znajduje się tutaj jeden z największych i najlepiej zachowanych lasów monsunowych w całym Laosie. Na jego terenie utworzono Nam Ha NBCA (Narodowa Przestrzeń Ochrony Biorozmaitości), która jest rozwijana z pomocą finansową innych państw i międzynarodowych organizacji ekologicznych (Nowa Zelandia, UNESCO, Laotańska Państwowa Administracja Turystyki).